# Absoluto amor
Absoluto amor es un libro de poemas del escritor mexicano Efraín Huerta, el primero que publicó hacia 1935.

Se trata de su primera obra, que dio a conocer hacia el año de 1935 en el Taller Fábula (en ese entonces la Casa Editora de Manuel N. Lira), la cual se publicó gracias al apoyo económico de su amiga Carmen Toscano ——hija del autor de la película documental sobre la Revolución Mexicana Memorias de un mexicano. De ahí la dedicatoria que el escritor guanajuatense le brinda a Carmen Toscano en la última de las tres secciones que conforman el libro, en la que además se cuenta la historia de cómo ambos se encontraron en el centro de la ciudad y se dirigieron al mencionado taller para presentar el manuscrito. David Huerta refiere la historia del encuentro:
Huerta se encontró con ella en una calle del centro de la ciudad y se pusieron a conversar. Carmen Toscano se dirigía a una zapatería a hacer una compra; el poeta llevaba bajo el brazo el manuscrito del primer libro, Absoluto amor, para cuya edición no contaba ni siquiera con un centavo. En ese mismo momento, de pie sobre una banqueta del hoy llamado Centro Histórico, la amiga del poeta tomó una decisión solidaria, la de que no compraría en esa ocasión unos zapatos finos: ayudaría a su amigo.
Con las huellas documentales que dejó Huerta, Mónica Mansour hizo un libro que lleva por título Efraín Huerta: Absoluto amor—— calificado por José Emilio Pacheco en el prólogo de la misma edición como “uno de los libros originales que se han hecho en México, un instrumento, una linterna mágica, para evocar su ausencia y para reconstruir su presencia”——en la que se incluye, entre otros escritos e imágenes, la portada de este libro de poemas así como fragmentos de reseñas y comentarios que se hicieron acerca del texto y de la escritura del autor, del cual se resalta la manera como: “Huye en todo instante de la soledad para someter los recuerdos a entrañable proceso, en el laboratorio de la soledad, y así ponerse en condición de sublimarlos y revestirlos de esa palatina imprecisa que va poniendo a las cosas el sentimiento experimentado, a una cierta distancia de tiempo”.
Y es la soledad uno de los tópicos que más se han estudiado de la obra, por lo que en libros como La construcción del amor. Efraín Huerta, sus primeros años, José Homero rescata poemas concernientes a las tres las secciones para afirmar que en cada una de ellas existe “un paulatino proceso de degradación, que es la dirección asumida por la relación amorosa: separación, recuerdo enfermizo, resignación esperanzada”, esto es, para referirse al amor desde “La soledad del deseo” como intitula el capítulo referente a la obra. Otros estudiosos como Carlos Montemayor prefirieron destacar la idea del combate de amor que refleja su poesía: “un combate por el amor, un combate áspero, doloroso de una riqueza contradictoria que desemboca a veces en el escarnio, en el desastre o en la ternura; es el combate del ser humano en su amplia gama de miserias, rencores, odios y ternura”.
Parte de los poemas que constituyen el libro son: “Andrea y el Tiempo”, “La ausente”, “Oda del destierro”, “La edad de niebla”, “La estrella”, “Envío”, “Elegía”, “Pausa” y “La invitada”.
Poco después de este primer libro, Huerta publicó otra obra lírica: Línea de alba (1936) y, ya años más tarde, Poemas de esperanza y guerra (1943).